# Ambassade du Liberia en France
L'ambassade du Liberia en France est la représentation diplomatique de la république du Liberia auprès de la République française, située à Paris.

## Ambassade
L'ambassade est située place du Général-Catroux dans le 17e arrondissement de Paris.
Dans les années 1900, le chargé d'affaires du Liberia au Royaume-Uni était également accrédité pour la France.
Dans les années 1920, la légation du Liberia était installée 80 avenue du Bois-de-Boulogne (16e arrondissement).
L'ambassadeur occupe également le poste de représentant permanent à l'UNESCO.

## Consulat
Le Liberia dispose également d'un consulat honoraire situé à La Rochelle.

## Ambassadeurs du Liberia en France
| Date de nomination | Date de nomination | Date de remise des lettres de créance | Date de remise des lettres de créance | Ambassadeur                               |
| ------------------ | ------------------ | ------------------------------------- | ------------------------------------- | ----------------------------------------- |
| ?                  |                    | 1989                                  |                                       | Aaron Jonathan George II                  |
| ?                  |                    | 7 septembre 1998                      | [ JORF 1 ]                            | James Molly Scott                         |
| ?                  |                    | 3 juillet 2002                        | [ JORF 2 ]                            | Christopher Tugba Moses Minikon           |
| ?                  |                    | 6 juin 2005                           | [ JORF 3 ]                            | Dudley McKinley Thomas                    |
| ?                  |                    | 8 juillet 2014                        | [ JORF 4 ]                            | William Allen                             |
| 1er juin 2018      |                    | 12 avril 2019                         | [ JORF 5 ]                            | Geraldine Bass-Golokeh                    |
| février 2021       |                    |                                       |                                       | vacant                                    |
| février 2023       |                    |                                       |                                       | Tracy Ashley Grigsby (chargée d'affaires) |
| 2024               |                    |                                       |                                       | Teeko Tozay Yorlay, Sr.                   |

Tracy Ashley Grigsby a été nommée ambassadrice en février 2023 par le président George Weah, mais sa nomination n'a pas été confirmée par le Sénat. Elle est donc chargée d'affaires ad interim.